# Canton de Pézenas
Le canton de Pézenas est une circonscription électorale française située dans le département de l'Hérault, dans l'arrondissement de Béziers.

## Histoire
Un nouveau découpage territorial de l'Hérault (département) entre en vigueur à l'occasion des élections départementales de 2015. Il est défini par le décret du 26 février 2014, en application des lois du 17 mai 2013 (loi organique 2013-402 et loi 2013-403). Les conseillers départementaux sont, à compter de ces élections, élus au scrutin majoritaire binominal mixte. Les électeurs de chaque canton élisent au Conseil départemental, nouvelle appellation du Conseil général, deux membres de sexe différent, qui se présentent en binôme de candidats. Les conseillers départementaux sont élus pour 6 ans au scrutin binominal majoritaire à deux tours, l'accès au second tour nécessitant 12,5 % des inscrits au 1er tour. En outre la totalité des conseillers départementaux est renouvelée. Ce nouveau mode de scrutin nécessite un redécoupage des cantons dont le nombre est divisé par deux avec arrondi à l'unité impaire supérieure si ce nombre n'est pas entier impair, assorti de conditions de seuils minimaux. Dans l'Hérault, le nombre de cantons passe ainsi de 49 à 25.
À la suite du redécoupage cantonal de 2014, les limites territoriales du canton sont remaniées. Le nombre de communes du canton passe de 5 à 15.

## Représentation

### Conseillers généraux de 1833 à 2015
| Période | Période          | Identité                    | Étiquette                          | Qualité |
| ------- | ---------------- | --------------------------- | ---------------------------------- | --- |
| 1833    | 1836             | Étienne-Victor Puech        |                                    | Médecin, maire de Pézenas |
| 1836    | 1843 (démission) | Jean Daniel Haguenot aîné   | Centre                             | Propriétaire, médecin à Pézenas Député (1834, 1837-1842) |
| 1843    | 1848             | Marc Bourbon                |                                    | Négociant à Pézenas |
| 1848    | 1852             | Eugène de Grasset           | Droite Monarchiste                 | Propriétaire à Pézenas Représentant du peuple (1834-1837, 1842-1846, 1849-1851)                                                                                    |
| 1852    | 1856             | Marc Bourbon                |                                    | Président du Tribunal de commerce de Pézenas |
| 1856    | 1862             | Jean-François Besson        |                                    | Maire de Pézenas |
| 1862    | 1867             | Jean-Charles François Garel |                                    | Avocat, notaire Maire de Pézenas (1862-1867) |
| 1867    | 1871             | Gabriel Mazel               |                                    | Maire de Pézenas, propriétaire à Castelnau-de-Guers |
| 1871    | 1875 (démission) | François Oustrin            | Républicain                        | Négociant Maire de Pézenas |
| 1875    | 1886             | Eugène Argon                | Républicain                        | Avocat Maire de Pézenas |
| 1886    | 1889 (démission) | Louis Honoré Barthélemy     | Républicain                        | Ebéniste, maire de Pézenas |
| 1889    | 1909 (démission) | Louis Montagne (1849-1915)  | Républicain progressiste puis Rad. | Directeur de l'asile d'alliénés de Montpellier Maire de Pézenas (1890-1912)                                                                                        |
| 1909    | 1910             | Albert Paul Alliès          |                                    | Huissier, adjoint au maire de Pézenas |
| 1910    | 1919             | Édouard Barthe              | SFIO                               | Pharmacien à Sète - Député (1910-1942) Sénateur (1948-1949) |
| 1919    | 1940             | Albert André                | SFIO                               | Propriétaire viticulteur Maire de Nézignan-l'Evêque |
|         |                  |                             |                                    | |
| 1942    | 1945             | Raoul Peuchot (1886-1953)   |                                    | Officier de cavalerie Maire de Pézenas Nommé conseiller départemental en 1942                                                                                      |
|         |                  |                             |                                    | |
| 1945    | 1979             | Jean Bène                   | SFIO puis PS                       | Avocat - Sénateur (1959-1971) Président du Conseil Général (1945-1979) Maire de Pézenas (1932-1940, 1945-1947 et 1953-1977), ancien conseiller d'arrondissement    |
| 1979    | 2015             | Pierre Guiraud              | PCF puis PS                        | Professeur de mathématiques Maire de Pézenas (1983-1995) Conseiller municipal depuis 1995 Conseiller général délégué à la Politique foncière et au Logement social |

### Conseillers d'arrondissement (de 1833 à 1940)
| Période                                  | Période | Identité                          | Étiquette                 | Qualité |
| ---------------------------------------- | ------- | --------------------------------- | ------------------------- | --- |
| 1833                                     | 1842    | Antoine Gaujal ainé (1782-1858)   |                           | Propriétaire à Pézenas                                                                                      |
| 1842                                     | 1848    | Alexis François Vidal (1777-1852) |                           | Négociant à Pézenas                                                                                         |
| 1848                                     | 1871    | Jean-Baptiste Cambon              |                           | Négociant à Pézenas                                                                                         |
| 1871                                     | 1877    | Ernest Guiraudou                  | Républicain               | Propriétaire, maire de Caux                                                                                 |
| 1877                                     | 1883    | Ferdinand Hugues                  | Républicain               | Maire (révoqué) de Saint-Thibéry                                                                            |
| 1883                                     | 1895    | Bernard Courtes                   | Républicain               | Conseiller municipal de Pézenas                                                                             |
| 1895                                     | 1907    | Émile Delmas                      | Républicain progressiste  | Maire de Saint-Thibéry                                                                                      |
| 1907                                     | 1913    | Ernest Boyer                      | Protestation viticole     | Propriétaire-viticulteur à Saint-Thibéry                                                                    |
| 1913                                     | 1919    | Jean-Jacques Serrié               | Union socialiste puis PRS | Propriétaire, maire de Pézenas                                                                              |
| 1919                                     | 1925    | Misaël Boucher                    | Rad.                      | Avocat, maire de Pézenas                                                                                    |
| 1925                                     | 1931    | Germain Rasigade                  | Radical                   | Viticulteur, Président de la cave coopérative, maire de Caux                                                |
| 1931                                     | 1940    | Jean Bène                         | SFIO                      | Avocat, maire de Pézenas (1932-1940)                                                                        |
| 1940                                     |         |                                   |                           | Les conseils d'arrondissement ont été suspendus par la loi du 12 octobre 1940 et n'ont jamais été réactivés |
| Les données manquantes sont à compléter. |         |                                   |                           | |

### Conseillers départementaux à partir de 2015
| Période élective | Période élective | Mandat | Mandat   | Identité           | Nuance | Nuance | Qualité |
| ---------------- | ---------------- | ------ | -------- | ------------------ | ------ | ------ | --- |
| 2015             | 2021             | 2015   | 2021     | Julie Garcin Saudo |        | PS     | Maître d'œuvre, adjointe au maire de Pézenas                                                                                              |
| 2015             | 2021             | 2015   | 2021     | Vincent Gaudy      |        | PS     | Maire de Florensac depuis 2008 Vice-président du Conseil départemental de l'Hérault Délégué au logement social et à la politique foncière |
| 2021             | 2028             | 2021   | en cours | Julie Garcin Saudo |        | DVG    | Maître d'œuvre, adjointe au maire de Pézenas                                                                                              |
| 2021             | 2028             | 2021   | en cours | Vincent Gaudy      |        | PS     | Maire de Florensac depuis 2008 7ème Vice-président délégué au logement social et à la politique foncière                                  |

Julie Garcin-Saudo a quitté le PS. Elle est depuis 2025 à Place publique.

### Résultats détaillés

#### Élections de mars 2015
À l'issue du 1er tour des élections départementales de 2015, trois binômes sont en ballottage : Vincent Arnal et Patricia Despots (FN, 32,53 %), Julie Garcin Saudo et Vincent Gaudy (PS, 26,96 %) et Gérard Duffour et Géraldine Sanchez-D'Ettore (Union de la Droite, 25,18 %). Le taux de participation est de 57,78 % (15 072 votants sur 26 086 inscrits) contre 51,87 % au niveau départemental et 50,17 % au niveau national.
Au second tour, Julie Garcin Saudo et Vincent Gaudy (PS) sont élus avec 38,52 % des suffrages exprimés et un taux de participation de 61,93 % (5 938 voix pour 16 155 votants et 26 085 inscrits).

#### Élections de juin 2021
Le premier tour des élections départementales de 2021 est marqué par un très faible taux de participation (33,26 % au niveau national). Dans le canton de Pézenas, ce taux de participation est de 36,76 % (10 418 votants sur 28 340 inscrits) contre 33,27 % au niveau départemental. À l'issue de ce premier tour, deux binômes sont en ballottage : Julie Garcin Saudo et Vincent Gaudy (PS, 52,45 %) et Laetitia Brun et Bruno Lerognon (RN, 33,87 %).
Le second tour des élections est marqué une nouvelle fois par une abstention massive équivalente au premier tour. Les taux de participation sont de 34,36 % au niveau national, 34,7 % dans le département et 38,04 % dans le canton de Pézenas. Julie Garcin Saudo et Vincent Gaudy (PS) sont élus avec 65,32 % des suffrages exprimés (6 612 voix pour 10 783 votants et 28 348 inscrits),,.

## Composition

### Composition avant 2015
Avant le redécoupage cantonal de 2014, l'ancien canton de Pézenas regroupait cinq communes.
| Nom                 | Code Insee | Codepostal | Superficie (km2) | Population (dernière pop. légale) | Densité (hab./km2) |
| ------------------- | ---------- | ---------- | ---------------- | --------------------------------- | ------------------ |
| Pézenas (chef-lieu) | 34199      | 34120      | 29,56            | 8 317 (2012)                      | 281                |
| Caux                | 34063      | 34720      | 24,84            | 2 506 (2012)                      | 101                |
| Nézignan-l'Évêque   | 34182      | 34120      | 4,33             | 1 687 (2012)                      | 390                |
| Saint-Thibéry       | 34289      | 34630      | 18,47            | 2 326 (2012)                      | 126                |
| Tourbes             | 34311      | 34120      | 15,96            | 1 529 (2012)                      | 96                 |

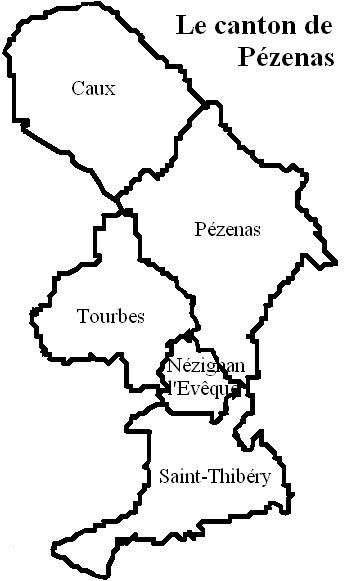
Carte du canton de Pézenas.
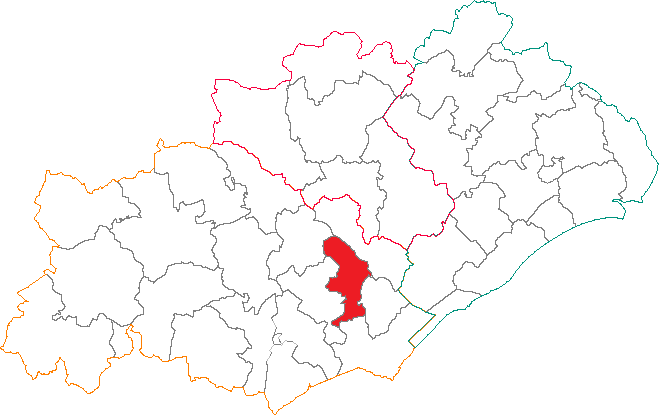
Situation du canton de Pézenas dans le département de l'Hérault avant 2015.

### Composition depuis 2015
Le nouveau canton de Pézenas est composé de quinze communes entières.
| Nom                             | Code Insee | Intercommunalité        | Superficie (km2) | Population (dernière pop. légale) | Densité (hab./km2) | Modifier                                    |
| ------------------------------- | ---------- | ----------------------- | ---------------- | --------------------------------- | ------------------ | ------------------------------------------- |
| Pézenas (bureau centralisateur) | 34199      | CA Hérault Méditerranée | 29,56            | 7 789 (2022)                      | 263                | modifier les données · modifier les données |
| Abeilhan                        | 34001      | CC Les Avant-Monts      | 7,81             | 1 824 (2022)                      | 234                | modifier les données · modifier les données |
| Alignan-du-Vent                 | 34009      | CA Béziers Méditerranée | 17,30            | 1 761 (2022)                      | 102                | modifier les données · modifier les données |
| Castelnau-de-Guers              | 34056      | CA Hérault Méditerranée | 22,51            | 1 199 (2022)                      | 53                 | modifier les données · modifier les données |
| Caux                            | 34063      | CA Hérault Méditerranée | 24,84            | 2 692 (2022)                      | 108                | modifier les données · modifier les données |
| Coulobres                       | 34085      | CA Béziers Méditerranée | 2,99             | 371 (2022)                        | 124                | modifier les données · modifier les données |
| Florensac                       | 34101      | CA Hérault Méditerranée | 35,71            | 5 138 (2022)                      | 144                | modifier les données · modifier les données |
| Montblanc                       | 34166      | CA Béziers Méditerranée | 26,94            | 2 896 (2022)                      | 107                | modifier les données · modifier les données |
| Nézignan-l'Évêque               | 34182      | CA Hérault Méditerranée | 4,33             | 1 730 (2022)                      | 400                | modifier les données · modifier les données |
| Pinet                           | 34203      | CA Hérault Méditerranée | 8,83             | 2 012 (2022)                      | 228                | modifier les données · modifier les données |
| Pomérols                        | 34207      | CA Hérault Méditerranée | 11,01            | 2 255 (2022)                      | 205                | modifier les données · modifier les données |
| Puissalicon                     | 34224      | CC Les Avant-Monts      | 13,05            | 1 352 (2022)                      | 104                | modifier les données · modifier les données |
| Saint-Thibéry                   | 34289      | CA Hérault Méditerranée | 18,47            | 3 047 (2022)                      | 165                | modifier les données · modifier les données |
| Tourbes                         | 34311      | CA Hérault Méditerranée | 15,96            | 1 875 (2022)                      | 117                | modifier les données · modifier les données |
| Valros                          | 34325      | CA Béziers Méditerranée | 6,61             | 1 665 (2022)                      | 252                | modifier les données · modifier les données |
| Canton de Pézenas               | 3421       |                         | 245,92           | 37 606 (2022)                     | 153                | modifier les données                        |

## Démographie

### Démographie avant 2015
| 1962   | 1968   | 1975   | 1982   | 1990   | 1999   | 2006   | 2011   | 2012   |
| ------ | ------ | ------ | ------ | ------ | ------ | ------ | ------ | ------ |
| 12 075 | 14 081 | 12 443 | 12 529 | 13 173 | 13 847 | 15 907 | 16 251 | 16 365 |

### Démographie depuis 2015
En 2022, le canton comptait 37 606 habitants, en évolution de +3,7 % par rapport à 2016 (Hérault : +7,49 %, France hors Mayotte : +2,11 %).
| 2013   | 2018   | 2022   |
| ------ | ------ | ------ |
| 35 403 | 36 933 | 37 606 |

## Galerie photographique

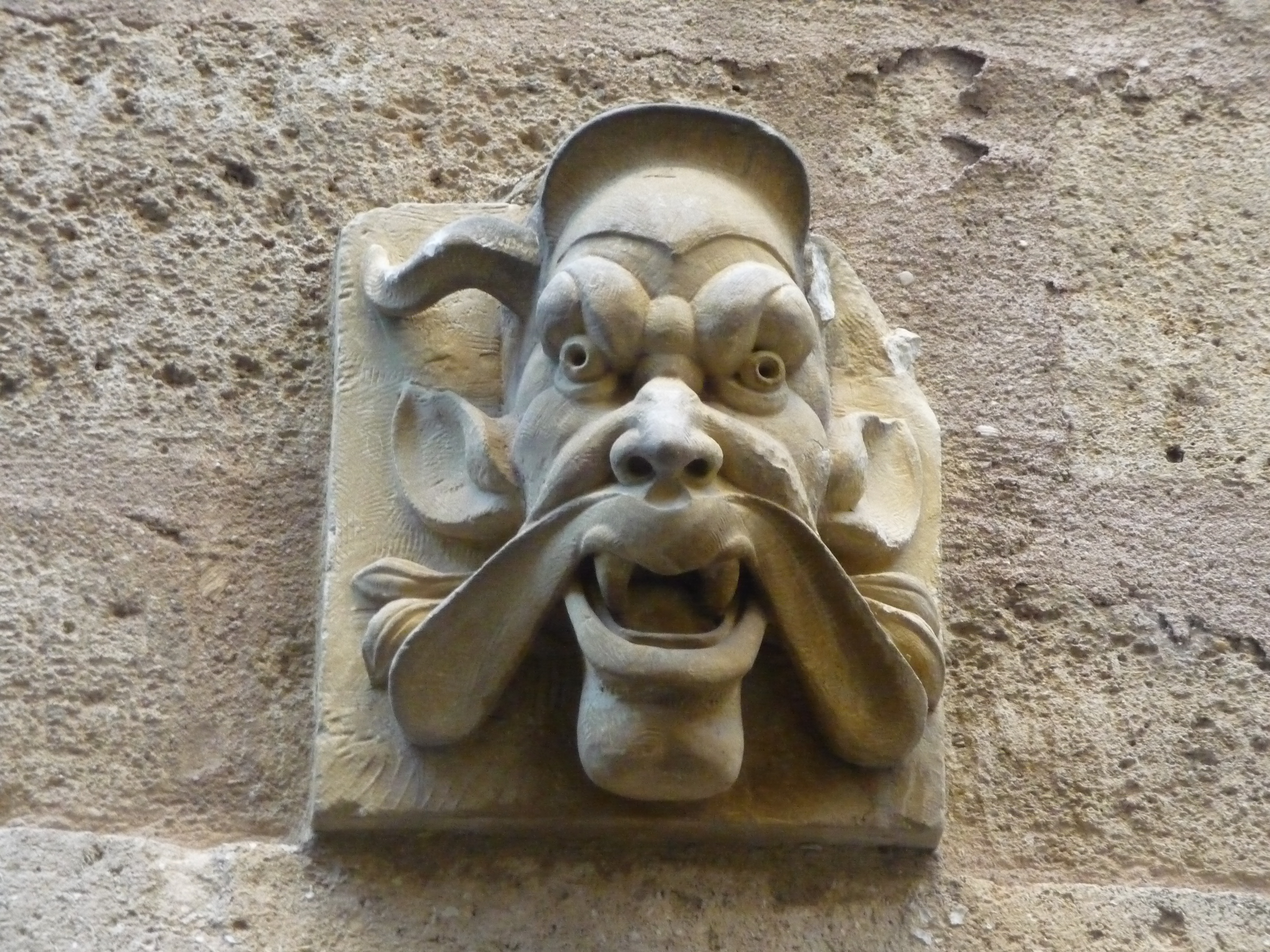
Vue aérienne de Pézenas en 2015.
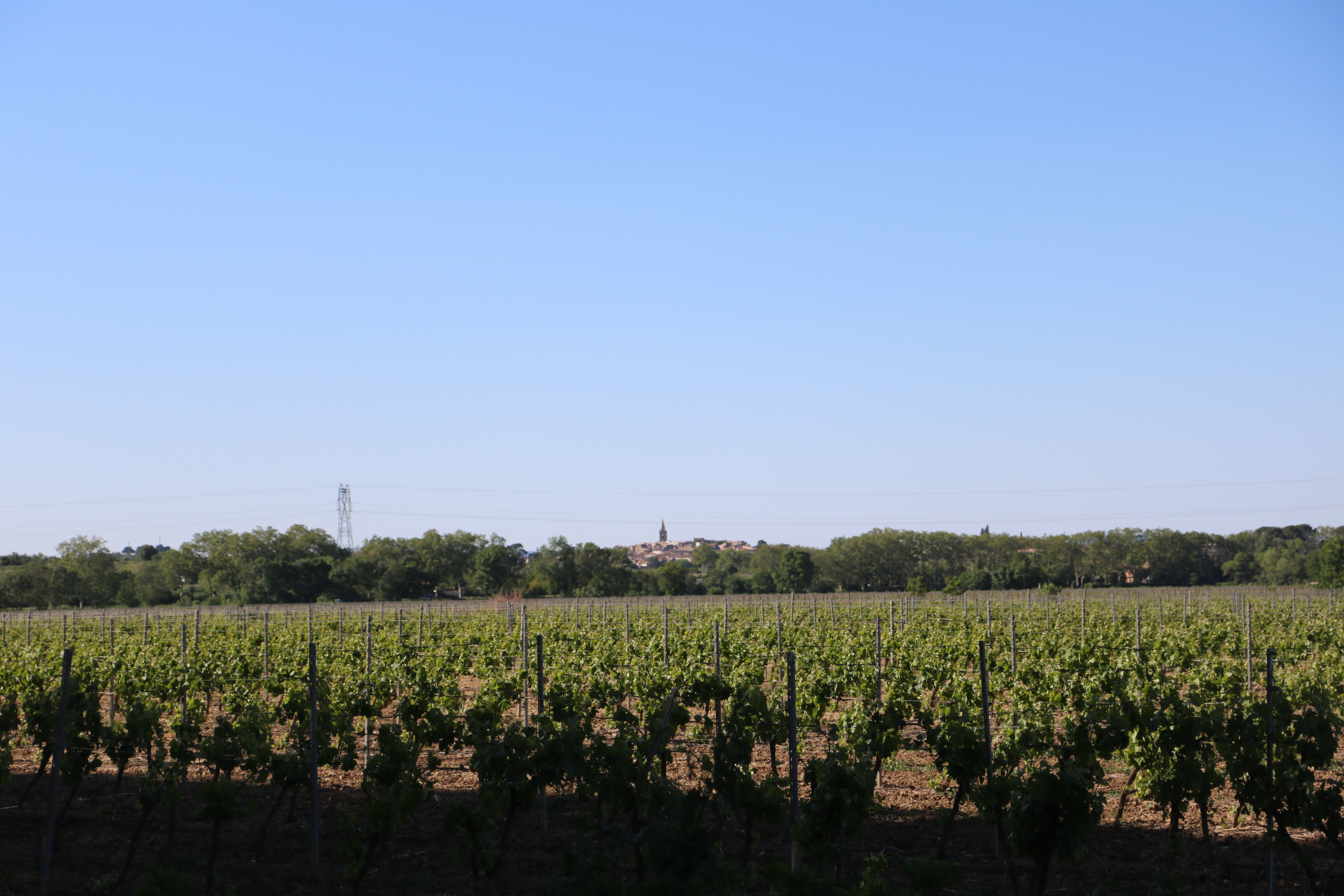
Vue générale de Nézignan-l'Évêque depuis Saint-Thibéry.
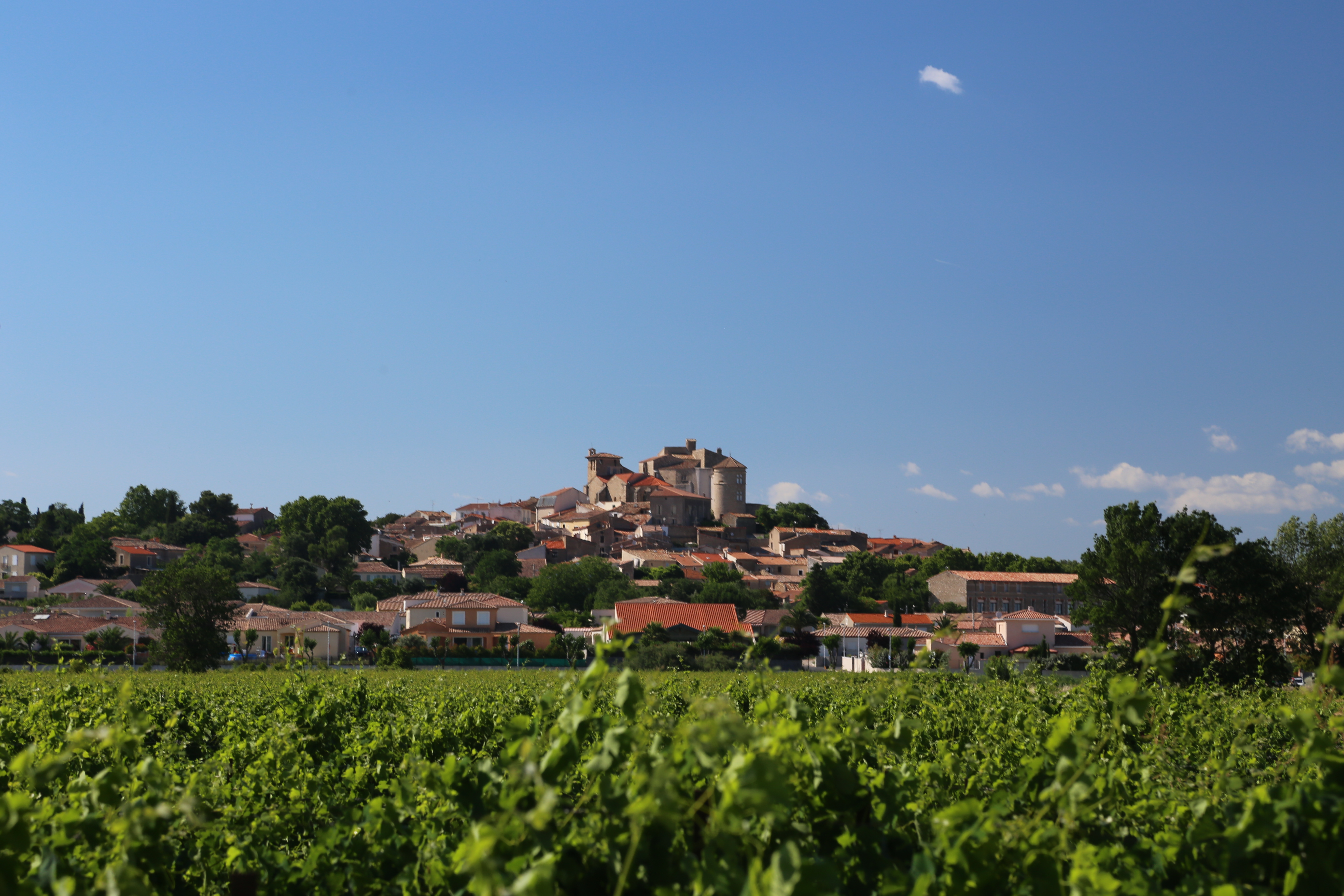
Vue générale de Puissalicon.
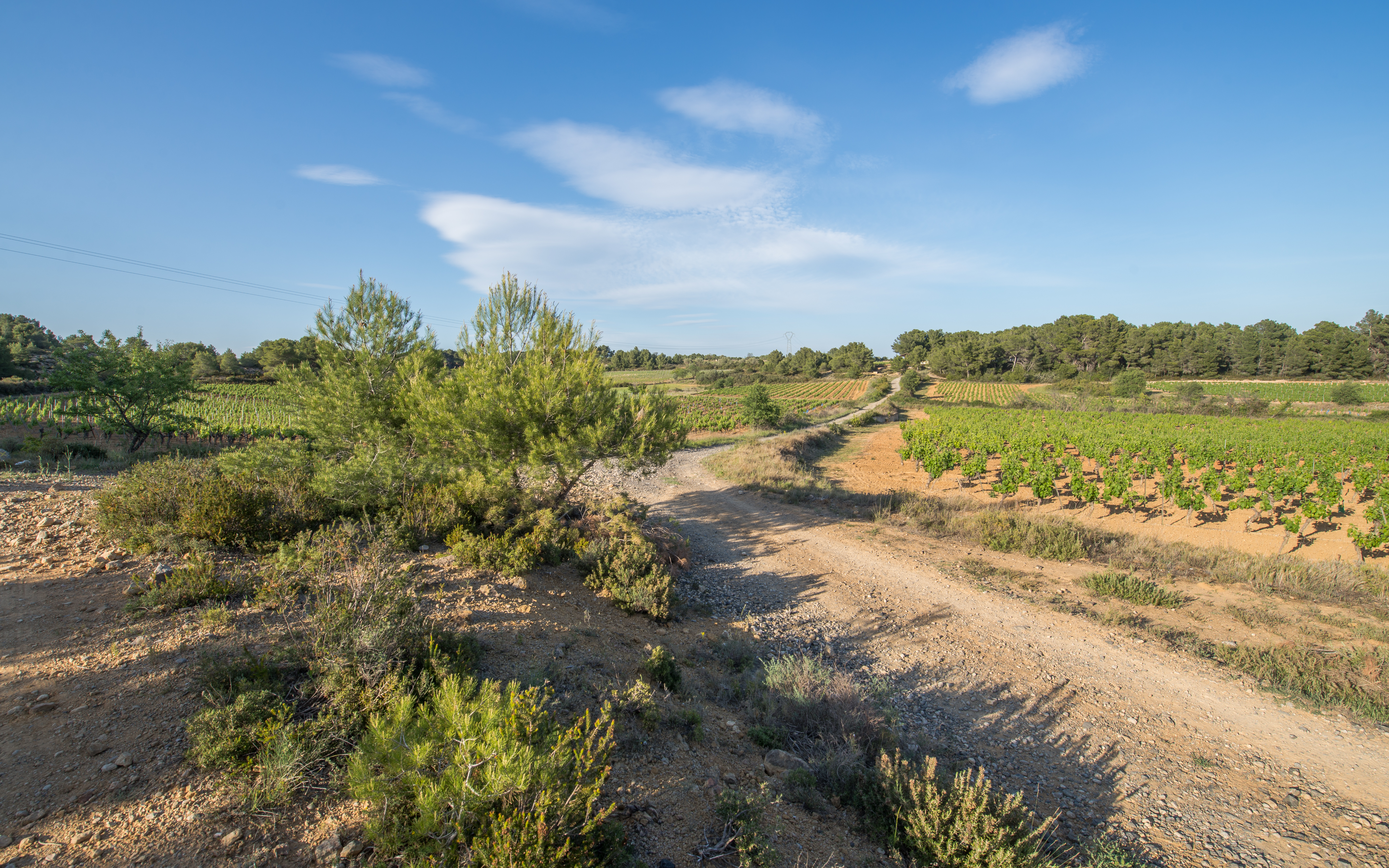
Chemin entre les vignes sur la commune de Pinet.
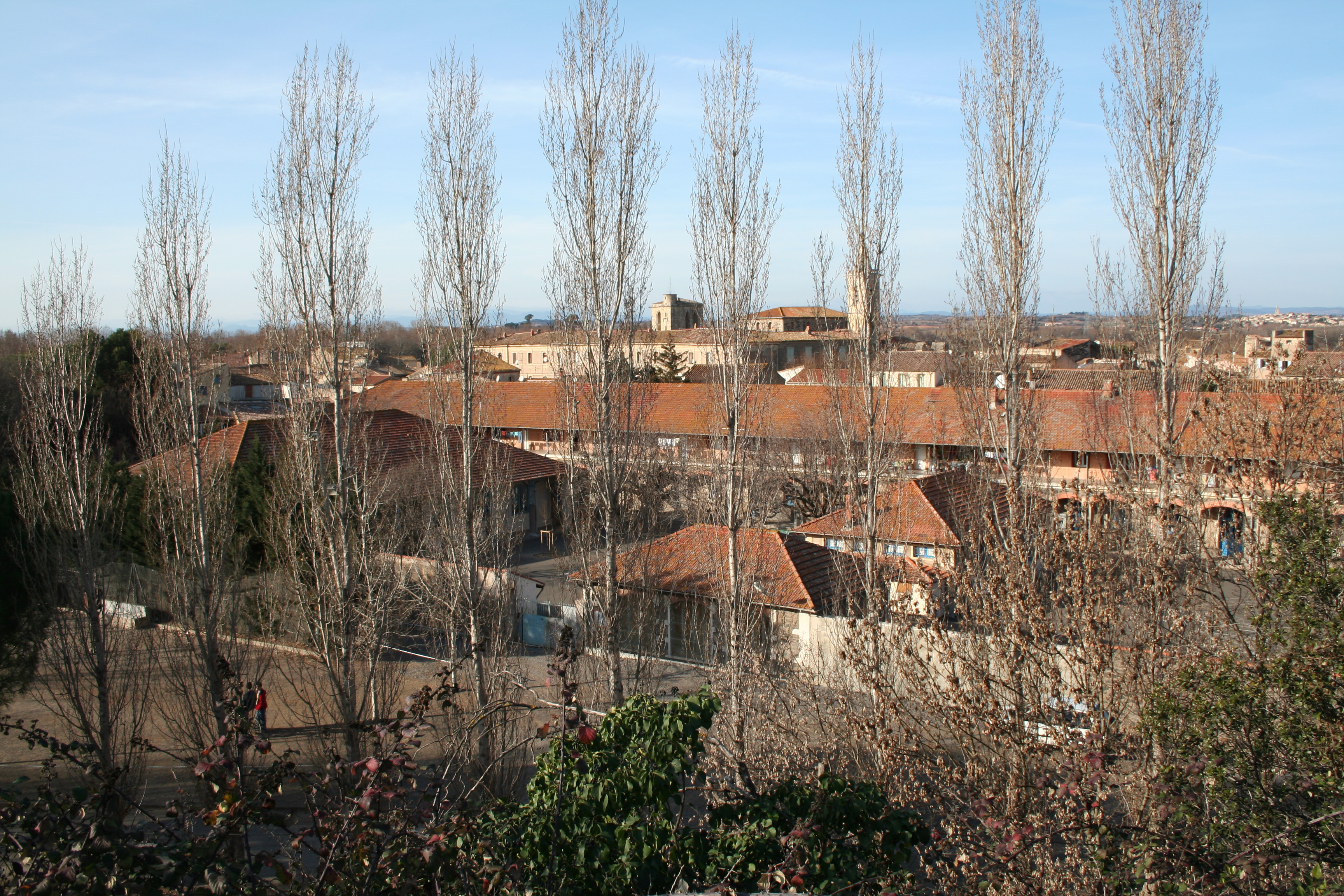
Vue générale de Saint-Thibéry.
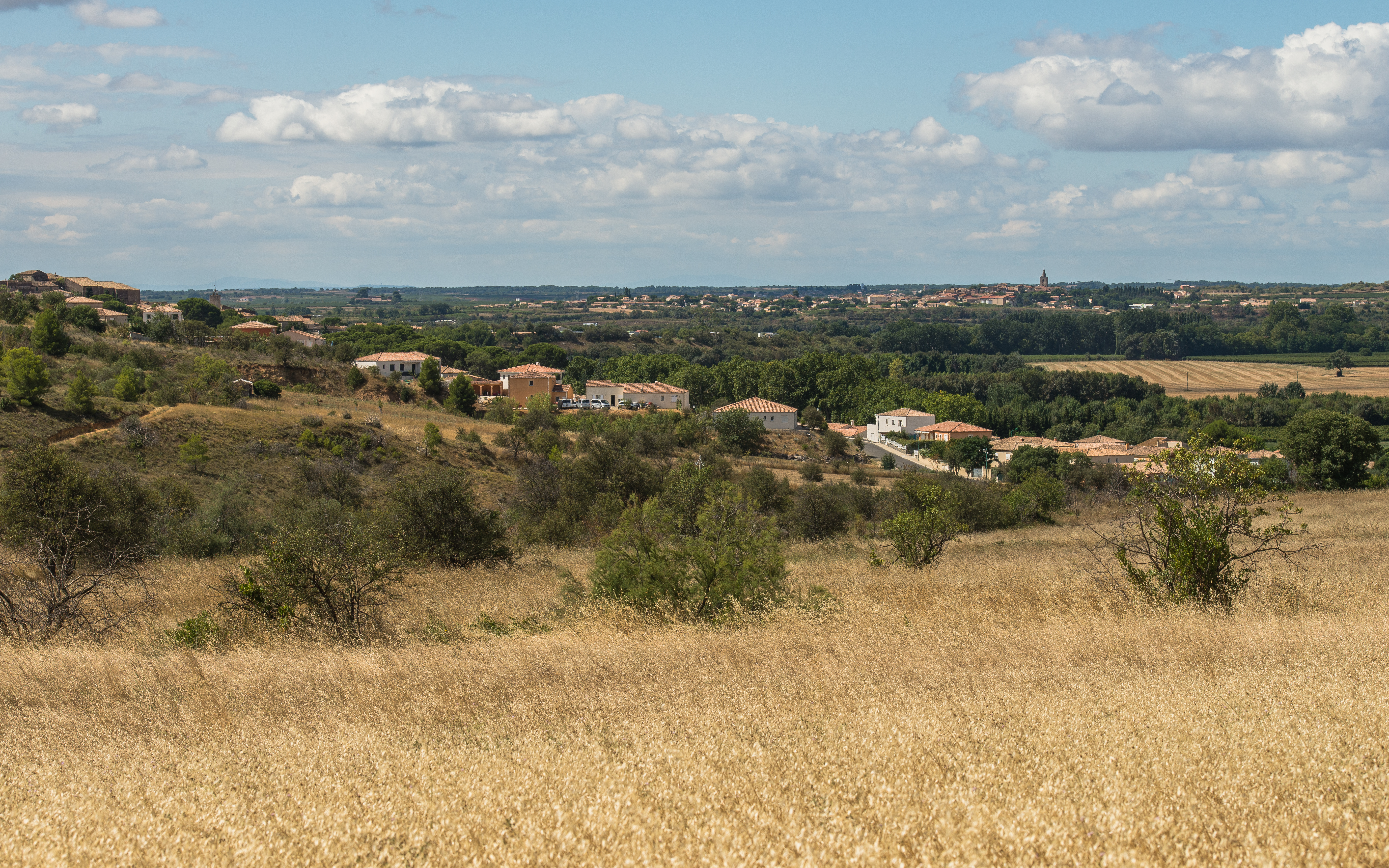
Une partie du village de Castelnau-de-Guers avec Nézignan-l'Évêque en fond.